# Trường đại học năng lượng nguyên tử IATE MIFI

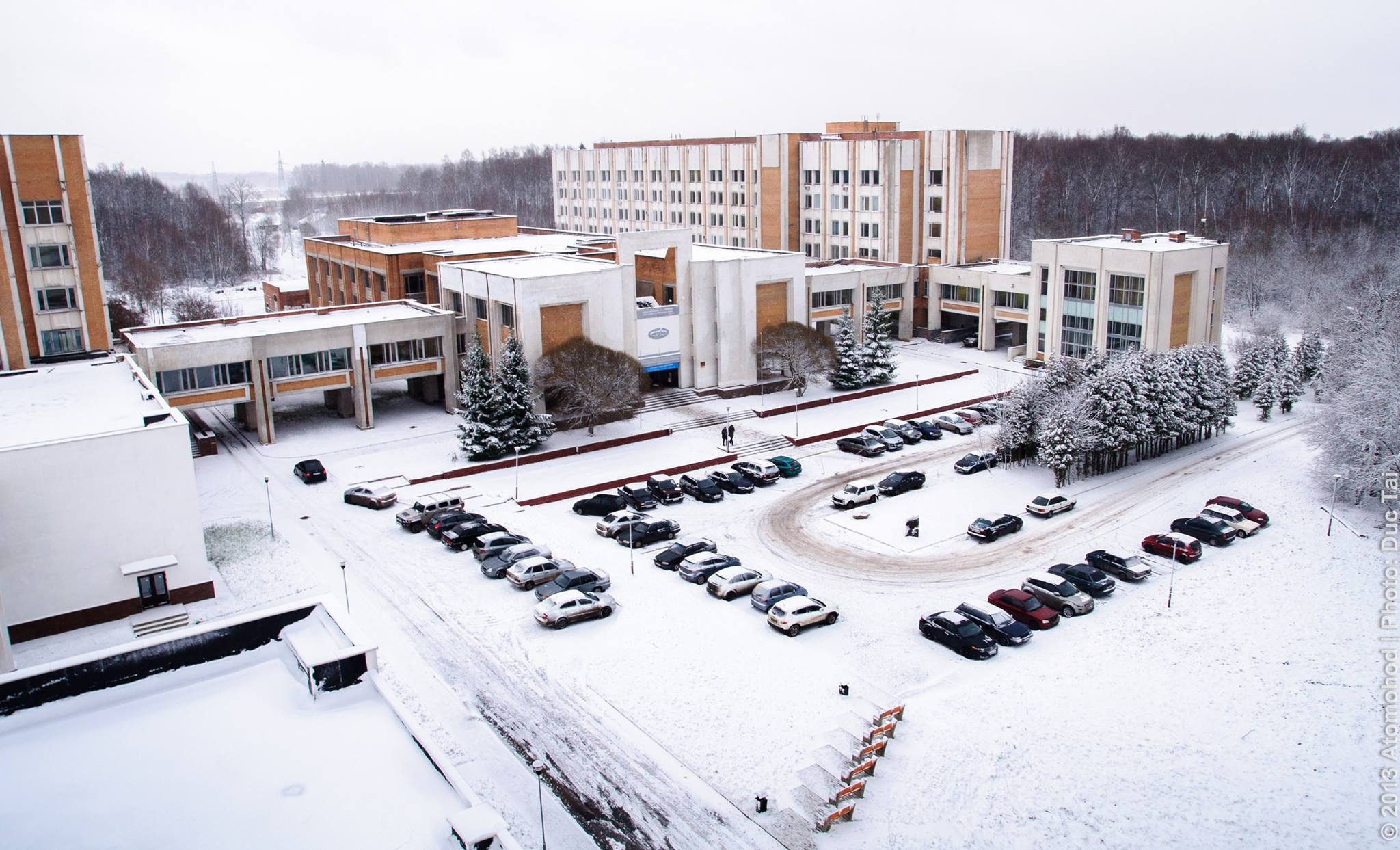
Sân trường vào mùa đông

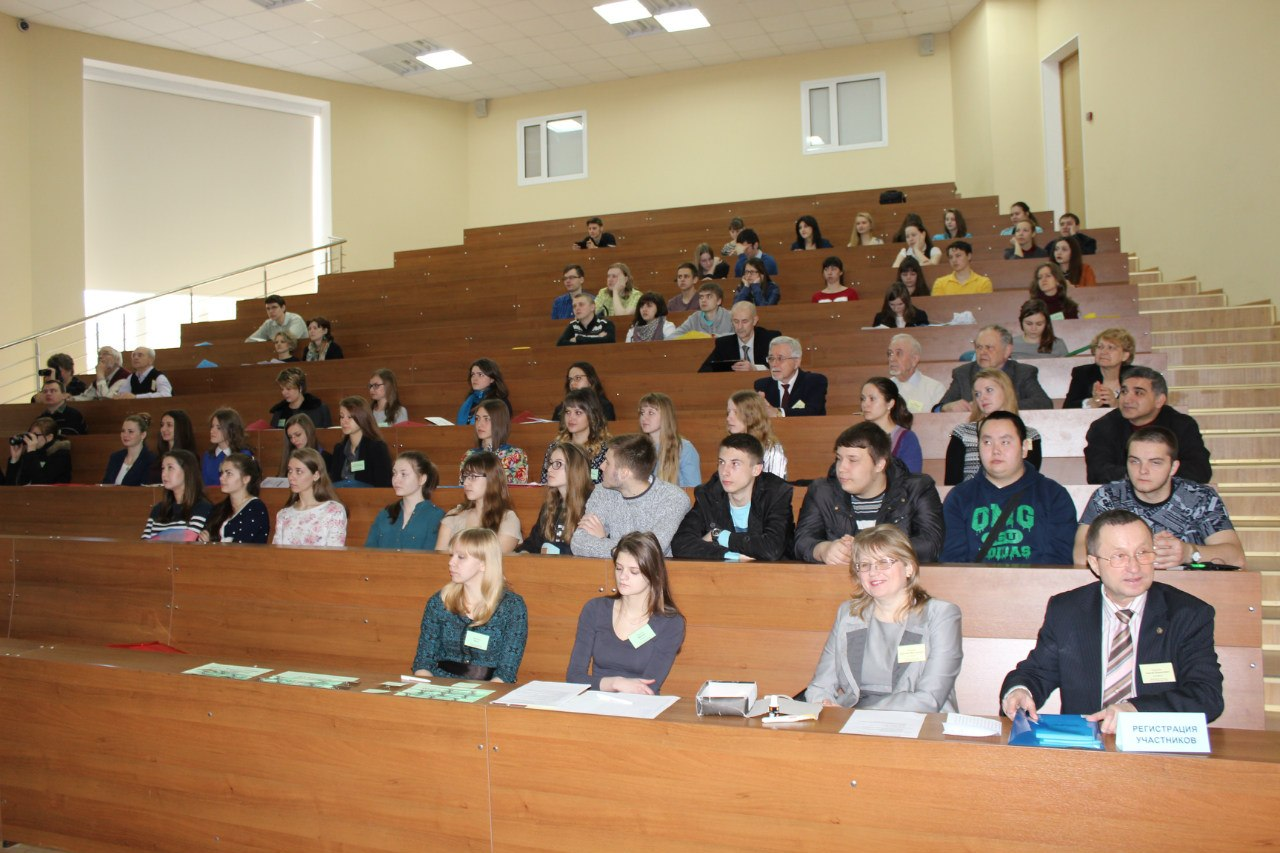
Giảng đường

Trường năng lượng nguyên tử Obninsk (IATE) — là cơ quan học tập và giáo dục nâng cao tại thành phố Obninsk được thành lập 1985, dưới cơ sở là một chi nhánh của trường Đại học năng lượng hạt nhân quốc gia MIFI tại Moskva. Ban đầu trường được mang tên gọi Viện nghiên cứu về hạt nhân Obninsk . Tới năm 2002 trường nhận được quyết định trở thành trường  Đại học kỹ thuật quốc gia và được mang tên mới  Trường đại học kỹ thuật quốc gia về năng lượng hạt nhân Obninsk. Ngày 29 tháng 4 năm 2009 theo quyết định số 491 trường chính thức sát nhậm với trường  Đại học năng lượng hạt nhân quốc gia MIFI với tên gọi mới  IATE MIFI (Обнинский институт атомной энергетики - филиал федерального государственного бюджетного образовательного учреждения высшего профессионального образования "Национальный исследовательский ядерный университет "МИФИ).
Trường IATE là một tổ chức đào tạo chuyên sâu và thống nhất, nhằm đào tạo các chuyên gia trình độ cao về lĩnh vực năng lượng hạt nhân, khoa học và công nghệ.

## Các khoa của trường
Trường có tổng cộng 9 khoa:
- Khoa Vật lý- năng lượng (ФЭФ)
- Khoa điều khiển (K)
- Khoa khoa học tự nhiên (ФЕН)
- Khoa kinh tế - xã hội (СЭФ)
- Khoa Y (МЕД)

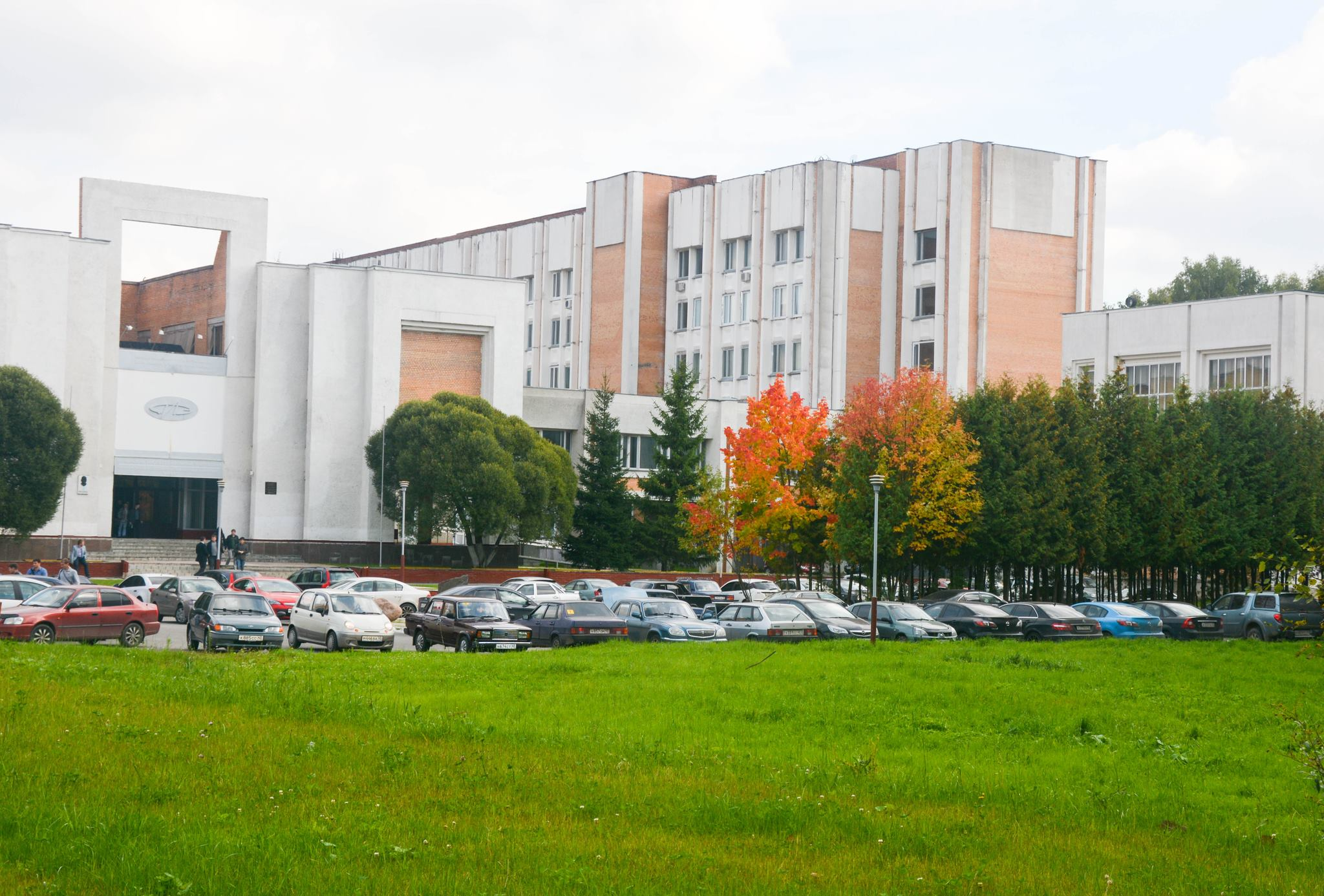
Sân trường vào mùa thu

- Khoa đào tạo nâng cao buổi tối (ВФ)
- Khoa đào tạo chuyên sâu (ФПК)
- Khoa đào tạo từ xa (ФЗО)
- Khoa đào tạo dự bị đại học (ФДП)

## Các ngành học
Trường có tất cả 30 ngành học:

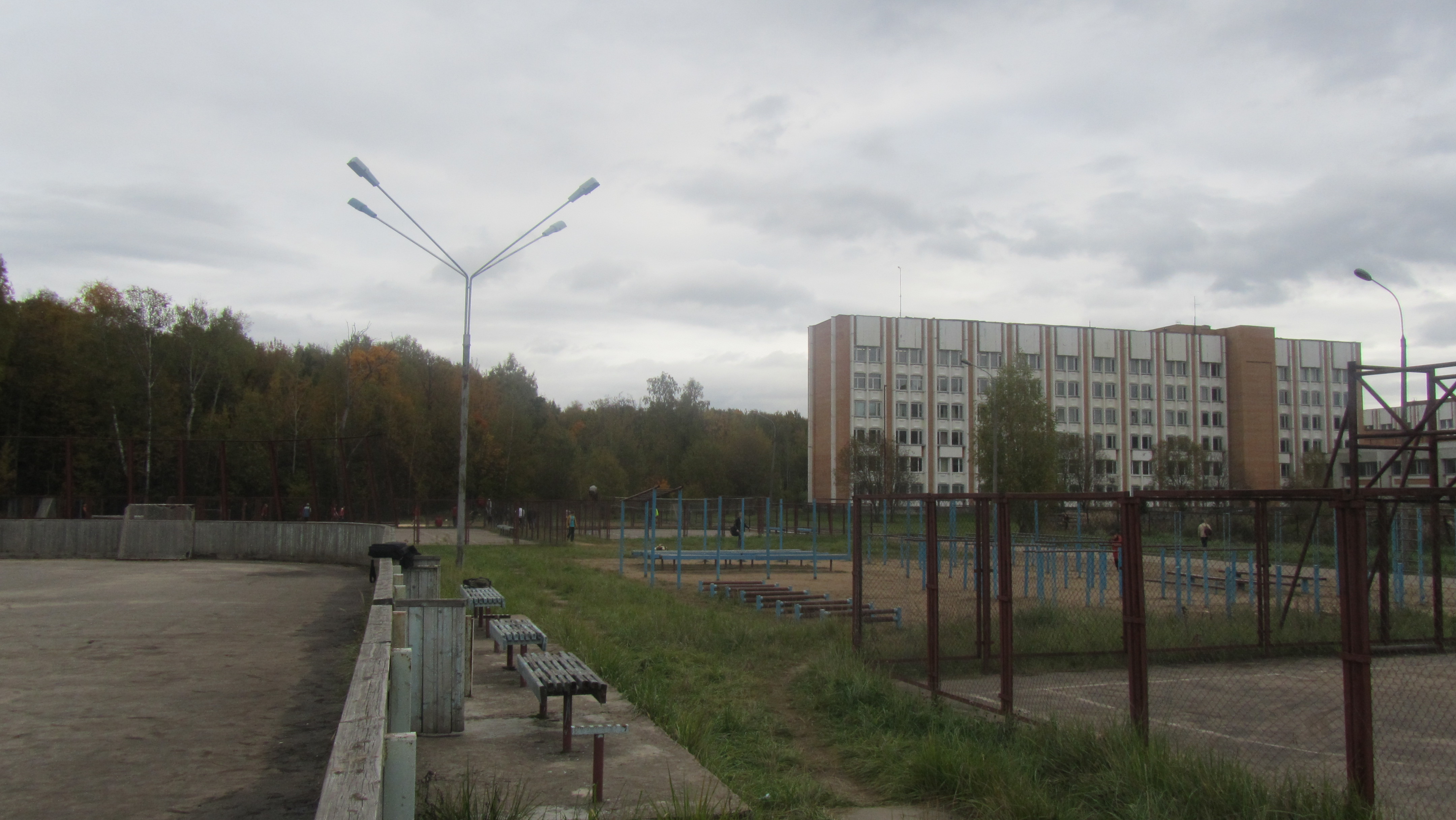
Khu giáo dục thể chất của trường

- 140400 - Vật lý kỹ thuật. (Cử nhân kỹ thuật và công nghệ).
- 140305 - lò phản ứng và nhà máy điện hạt nhân. (Kỹ sư - chuyên gia vật lý).
- 140306 - Điện tử và các thiết bị tự động hóa. (Kỹ sư-chuyên gia vật lý).
- 140404 - Nhà máy và thiết bị điện hạt nhân. (Kỹ sư Vật lý năng lượng nhiệt).
- 140801 - Điện tử và các thiết bị tự động hóa. (Kỹ sư).
- 141403 - Nhà máy điện hạt nhân: Thiết kế, vận hành và điều khiển (Kỹ sư).
- 150600 - Khoa học vật liệu và công nghệ vật liệu mới. (Cử nhân kỹ thuật và công nghệ).
- 150601 - Khoa học vật liệu và công nghệ vật liệu mới. (Kỹ sư).
- 150702 - Vật lý kim loại. (Kỹ sư-chuyên gia vật lý).
- 200102 - Dụng cụ và phương pháp kiểm soát chất lượng và chẩn đoán. (Kỹ sư).
- 230000 - Khoa học Máy tính và Kỹ thuật.(Cử nhân, Thạc sĩ kỹ thuật và công nghệ).

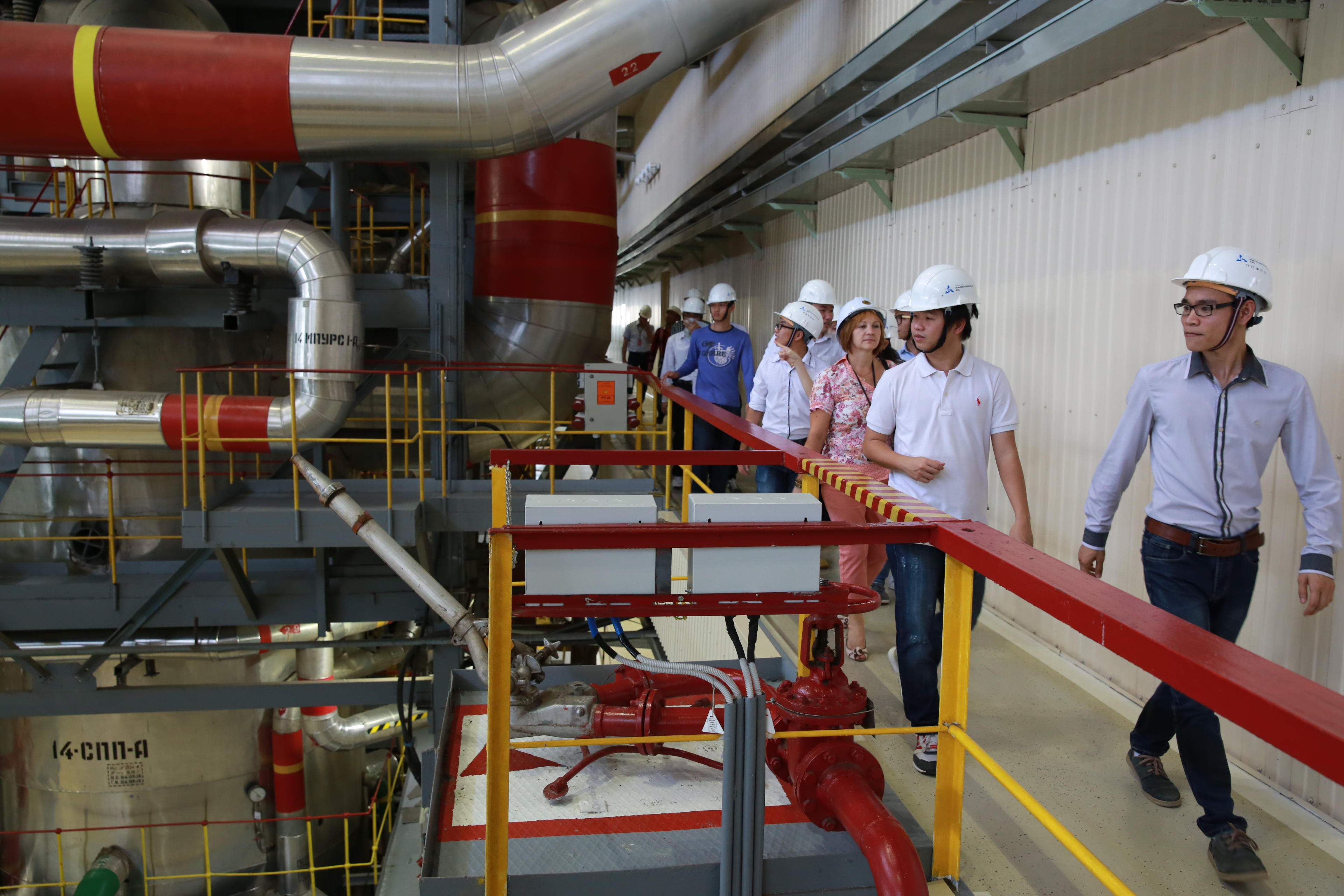
Sinh viên thăm nhà máy điện hạt nhân Novovoronezh

- 230102 - Hệ thống tự động xử lý và quản lý thông tin. (Kỹ sư).
- 230201 - Hệ thống và Công nghệ thông tin. (Kỹ sư).
- 230101 - Máy tính, khu phức hợp, hệ thống và mạng lưới. (kỹ sư).
- 010707 - Vật lý y tế. (Chuyên gia vật lý học).
- 010500 - Toán ứng dụng và Tin học.(Cử nhân Toán học Ứng dụng và Tin học).
- 010501 - Toán ứng dụng và Tin học. (Chuyên gia toán học, Chuyên gia lập trình).
- 010701 - Vật lý. (Cử nhân, Thạc sĩ Vật lý).
- 022000 - Sinh thái học. (Chuyên gia sinh thái học).
- 020803 - Sinh vật - sinh thái học. (Chuyên gia sinh vật -sinh thái học).
- 020101 - Hóa học. (Chuyên gia hóa học).
- 140307 - An toàn bức xạ của con người và môi trường.
- 510200 - Toán - tin ứng dụng. (Cử nhân Toán tin Ứng dụng).

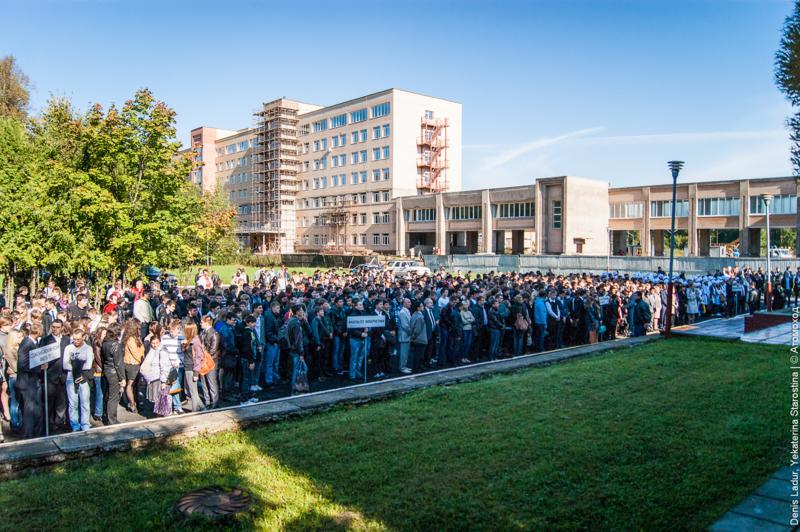
Khai Giảng

- 510400 - Vật lý. (Cử nhân, Thạc sĩ Vật lý).
- 080500 - Quản lý. (Cử nhân, Thạc sĩ Quản lý).
- 080507 - Quản trị kinh doanh. (Manager).
- 060101 - Ứng dụng hạt nhân vào chữa bệnh. (Doctor).
- 080100 - Kinh tế. (Cử nhân, Thạc sĩ Kinh tế).
- 030301 - Tâm lý học.(Nhà tâm lý học, giáo viên tâm lý).
- 070601 - Design. (Designer).

## Sinh Viên

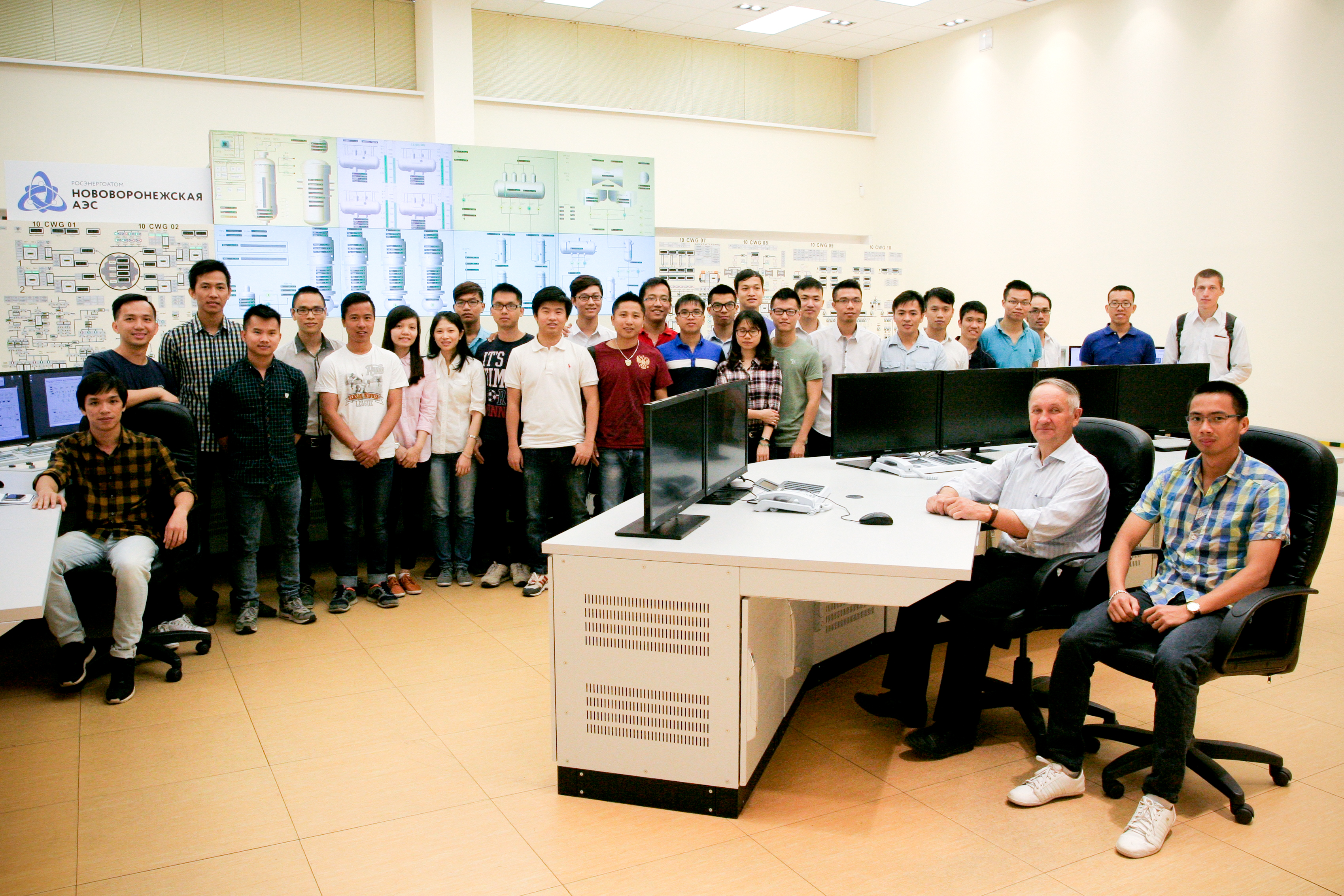
Sinh Viên của trường đi thực tập

Thành lập chưa lâu năm 1985 nhưng hiện tại trường có hơn 2,7 nghìn sinh viên diện chính quy, hơn 250 sinh viên diện không chính quy (học buổi tối) 1000 sinh viên đào tạo từ xa. với 343 giảng viên, trong đó có 53 tiến sĩ khoa học, và 150 Phó tiến sĩ.
Hiện tại trường có gần 200 sinh viên Việt Nam đang theo học tại đây, các sinh viên học về ngành Nhà máy điện hạt nhân: Thiết kế, vận hành và điều khiển.
Năm 2010 trường đón 30 sinh viên Việt Nam đầu tiên, và cũng là những sinh viên nước ngoài đầu tiên của trường. Các sinh viên Việt Nam học dưới hiệp định ký giữa 2 nước về dự án điện hạt nhân ở Việt Nam. Trong tương lai sẽ được xây dựng tại tỉnh Ninh Thuận với 2 blok đầu tiên là Nhà máy điện hạt nhân Ninh Thuận - 1 và Nhà máy điện hạt nhân Ninh Thuận - 2.
Ngoài sinh viên Việt Nam trường hiện còn đào tạo rất nhiều sinh viên từ các nước khác như Mông Cổ, Thổ Nhĩ Kỳ,Băng-la-đét, các nước cộng hòa Liên Xô cũ, một số nước Châu Phi..

## Liên kết
- Сайт ИАТЭ
- Клуб выпускников Обнинского филиала МИФИ
- Сайт студентов заочного отделения НИЯУ МИФИ ИАТЭ Lưu trữ ngày 1 tháng 4 năm 2013 tại Wayback Machine